# Anicla temperata
Anicla temperata là một loài bướm đêm trong họ Noctuidae.